# Mélanie Laurent
Mélanie Laurent (Parijs, 21 februari 1983) is een Frans actrice, regisseuse en zangeres.
Zij won in 2006 de Romy Schneiderprijs en in 2007 de César als veelbelovendste actrice voor haar spel in de film Je vais bien, ne t'en fais pas. In 2008 werd ze genomineerd voor een Gouden Palm voor het schrijven en regisseren van de korte film (zeven minuten) De moins en moins.

## Carrière
Laurent maakte in 1999 haar film- en acteerdebuut als Lisbeth in de Franse film Un pont entre deux rives. Sindsdien speelde ze voornamelijk in Franse en/of Franstalige films. In 2009 was ze voor het eerst te zien in een niet-Franse film als Shosanna Dreyfus in Inglourious Basterds van Quentin Tarantino.
Op 2 mei 2011 kwam haar debuutalbum als zangeres uit: En t'attendant.

## Filmografie

### Als actrice
*Exclusief televisiefilms
- Murder Mystery 2 (2023)
- 6 Underground  (2019)
- Operation Finale (2018)
- Mia et le lion blanc (2018)
- Le retour du héros (2018)
- Mon garçon (2017)
- Les derniers Parisiens (2016)
- Éternité (2016)
- By the Sea (2015)
- Boomerang (2015)
- Aloft (2014)
- Enemy (2013)
- Now You See Me (2013)
- Night Train to Lisbon (2013)
- Les adoptés (2011)
- Et soudain tout le monde me manque (2011)
- Requiem pour une tueuse (2011)
- Beginners (2010)
- Razzia (2010)
- Le concert (2009)
- Jusqu'à toi (2009, aka Shoe at Your Foot)
- Inglourious Basterds (2009)
- Voyage d'affaires (2008, aka The Business Trip)
- Paris (2008)
- La chambre des morts (2007, aka Room of Death)
- Le tueur (2007, aka The Killer)
- L'amour caché (2007)
- Je vais bien, ne t'en fais pas (2006, aka Don't Worry, I'm Fine)
- Dikkenek (2006)
- Indigènes (2006, aka Days of Glory)
- Les visages d'Alice (2005)
- De battre mon cœur s'est arrêté (2005)
- Le dernier jour (2004, aka The Last Day)
- Hainan ji fan (2004, aka Rice Rhapsody)
- Une vie à t'attendre (2004, aka I've Been Waiting So Long)
- Snowboarder (2003)
- La faucheuse (2003)
- Embrassez qui vous voudrez (2002, aka Summer Things)
- Ceci est mon corps (2001)
- Un pont entre deux rives (1999)

### Als regisseur en scenarist
- Galveston (2018, film)
- Respire (2014)
- Surpêche (2012, korte videodocumentaire)
- Les Adoptés (2011, co-scenarist)
- X Femmes (2008, erotische kortfilm, seizoen 1 episode 6)
- De moins en moins (2008, kortfilm)

## Discografie
- En t'attendant (2011)